# Quinton Dial
Quinton Dial (Andalusia, 21 luglio 1990) è un giocatore di football americano statunitense che gioca nel ruolo di defensive end per i Green Bay Packers della National Football League (NFL). Fu scelto nel corso del quinto giro (157º assoluto) del Draft NFL 2013 dai San Francisco 49ers. Al college ha giocato a football all’Università dell'Alabama vincendo due campionati NCAA.

## Carriera professionistica

### San Francisco 49ers
Dial fu scelto nel corso del quinto giro del Draft 2013 dai San Francisco 49ers. Debuttò come professionista nella vittoria della settimana 7 sui Tennessee Titans. La sua stagione da rookie si concluse con 3 presenze e un tackle. Nella successiva trovò maggior spazio: mise a segno il primo sack in carriera nella settimana 10 su Drew Brees dei New Orleans Saints e chiuse con 14 presenze (6 come titolare) con 30 tackle e 2 sack.

### Green Bay Packers
Il 5 settembre 2017, Dial firmò con i Green Bay Packers.

## Statistiche
| Partite totali      | 46  |
| Partite da titolare | 32  |
| Tackle              | 126 |
| Sack                | 4,5 |
| Intercetti          | 0   |

Statistiche aggiornate alla stagione 2016